# Галицкая площадь (Львов)
Га́лицкая пло́щадь — площадь в Галицком районе Львова (Украина). Размещается между Валовой улицей и площадями Мицкевича и Соборной. Она образовалась уже в XIII веке, в период строительства львовских крепостных укреплений перед Галицкими воротами, вне границ укреплённого города. От неё расходились пути на Галич, Глиняны, к карпатским перевалам и соляным приискам.
Площадь перед воротами носила название Под Стражей, на ней строили жилища ремесленники и размещались постоялые дворы. В современном виде площадь образовалась в конце XVIII века, когда стали разбирать городские фортификации. Название площади происходит от Галицких ворот, которые стояли на перекрёстке нынешних улиц Галицкой и Братьев Рогатинцев. На площади размещался Галицкий базар, который в 1892 году перенесли на территорию сада за дворцом Уленецких. В 1893 году строитель львовских парков Арнольд Реринг заложил на месте рынка сквер.

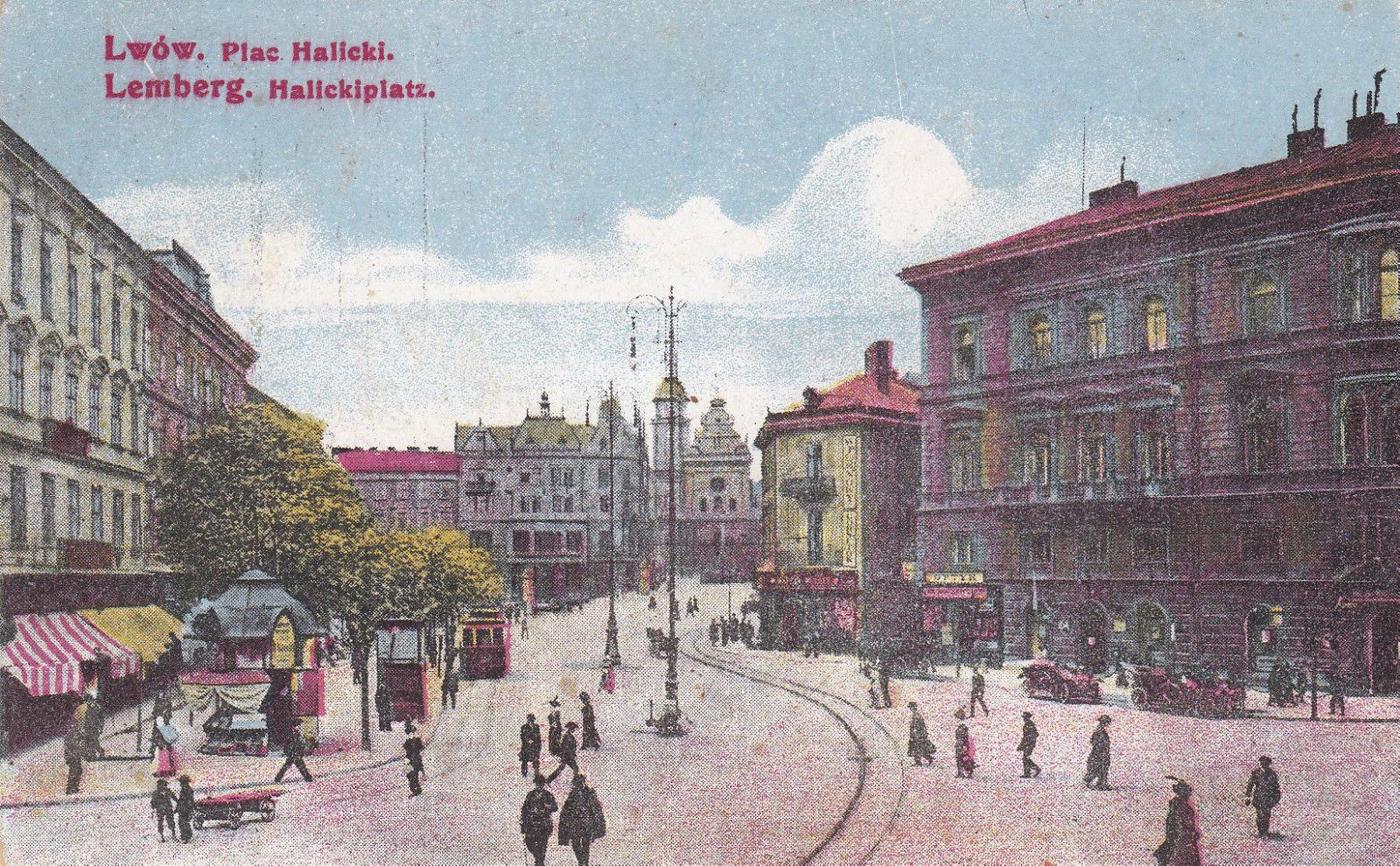
Галицкая площадь, 1918

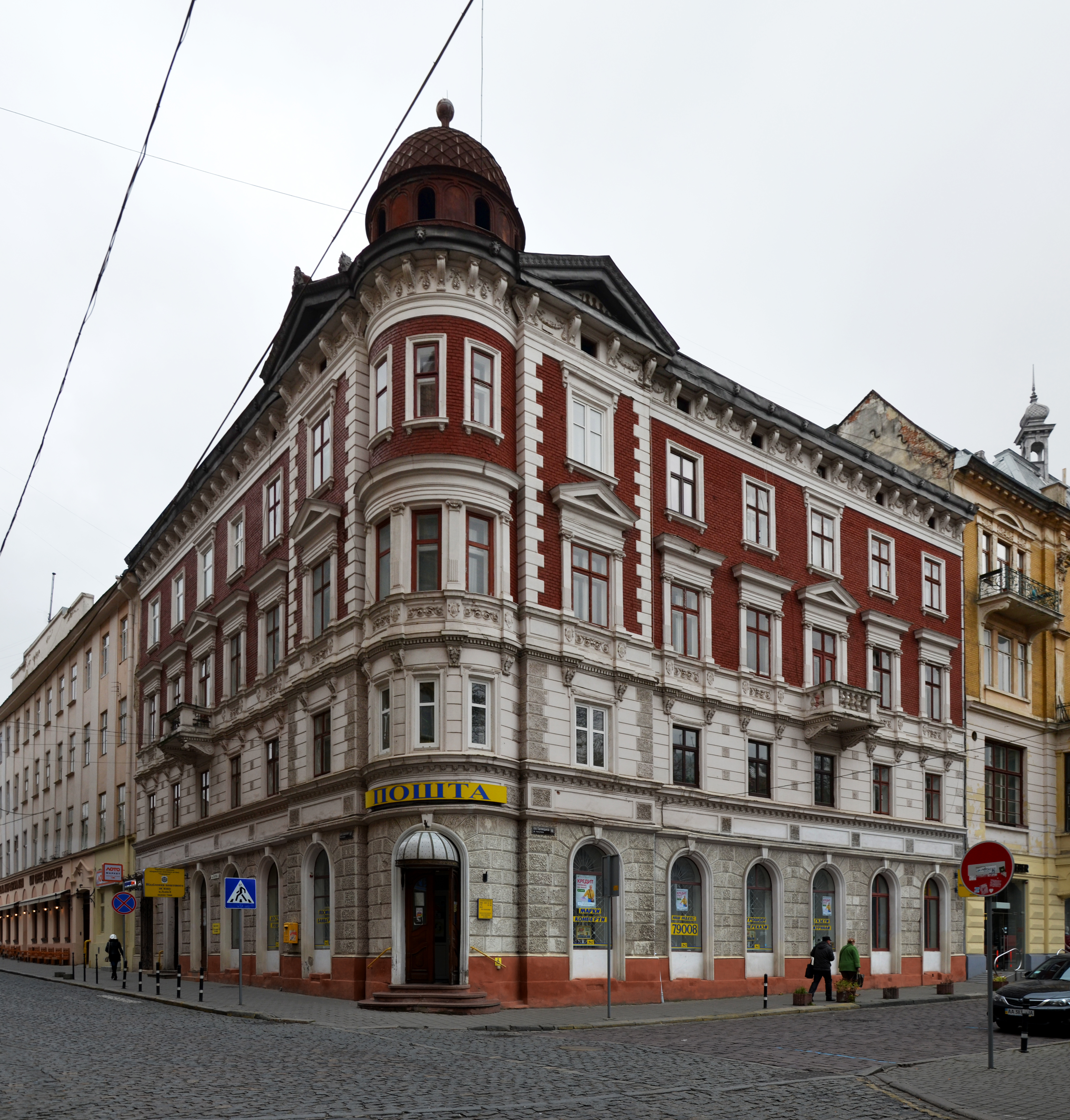
Дом Общества имени Михаила Качковского

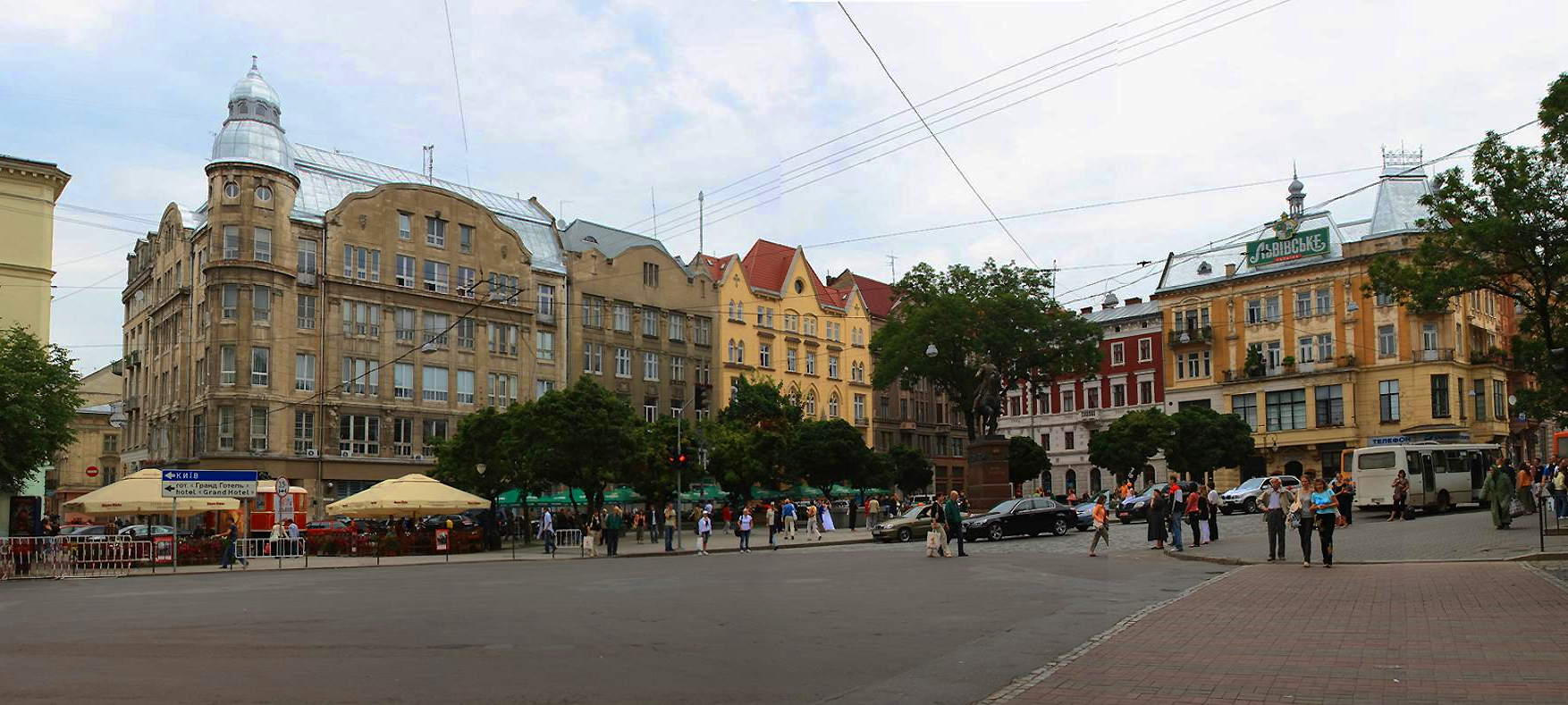
Вид на Галицкую площадь со стороны улицы Князя Романа

Уже в 1880 г. через Галицкую площадь пролегла линия конного трамвая к Мытной площади и далее Лычаковской улице. В 1894 г. По площади пустили также линию электрического трамвая, по ул. Батория (ныне улица Князя Романа) к Галицкой краевой выставке. В 1909 г. электрический трамвай стал двигаться через Бернардинскую площадь (ныне — Соборную). В 1951 г. были ликвидированы трамвайные линии на Первомайской улице (нынешнем проспекте Свободы) и части Галицкой площади, a в начале XXI века трамвайные пути разобрали здесь полностью.
В 2001 году на площади установили конный памятник основателю Львова князю Даниле Галицкому работы скульпторов Василия Ярыча и Романа Романовича, а также архитектора Яремы Чурилика.

## Примечательные здания
- Валовая улица, 7 и 9 — построены 1909—1911 гг. по проекту Альфреда Захаревича и Юзефа Сосновского. Их фасады со стороны Галицкой площади украшают массивные рельефные фигуры работы Зигмунта Курчинского.
- Валовая улица, 11, построено в 1909—1910 гг. по проекту Артура Шлеена в неоготическом стиле.
- Галицкая площадь, 7 / Валовая улица, 14 — здание галицко-русского Общества имени Качковского, построено в 1888 г. по проекту Винцента Кузневича.
- Галицкая площадь, 7 — построено в 1902 году архитектором Каролем Боубликом; до 1934 года здесь находилась кофейня «Центральная», в которой собирались в начале ХХ столетия поэты «Молодой музы».
- Галицкая площадь, 10. Дворец Уленецких (принадлежал также семьям Бельских, Коморовских, Потоцких), построенный как загородный дом.
- Галицкая площадь, 15 — построено в 1872 году для Галицкого акционерного ипотечного банка по проекту Филипа Покутинского.